# 卡萊瓦 (密歇根州)
卡萊瓦（英語：Kaleva，/ˈkæləvə/ KAL-ə-və）是位於美國密歇根州馬尼斯蒂縣梅普爾格羅夫鎮區的一個村。

## 人口
根據2020年美國人口普查的數據，卡萊瓦的面積為2.86平方千米，當中陸地面積為2.86平方千米，而水域面積為0.00平方千米。當地共有人口507人，而人口密度為每平方千米177人。